# Arabitol
Arabitol, hoặc arabinitol, là một loại rượu đường. Chất này có thể được hình thành bằng cách oxy hóa khử arabinose hoặc lyxose. Một số thử nghiệm axit hữu cơ nhằm kiểm tra sự tồn tại của D-arabitol, cho thấy sự phát triển quá mức của các loại vi khuẩn đường ruột như Candida albicans hoặc các loài nấm men/nấm khác.